# Christine Kahlau
Christine Kahlau, Pseudonym Natalie Faina (geboren 1955 in Ost-Berlin) ist eine deutsche Lyrikerin. Sie ist daneben Mitbetreiberin und Co-Kuratorin des Fotoarchivs Gerda Schimpf.

## Leben und Werk
Christine Kahlau wuchs in Berlin-Prenzlauer Berg auf. Ihre Mutter war die Schauspielerin Hildegard Frank, ihr Vater der Lyriker Heinz Kahlau.  Nach einer Facharbeiterausbildung arbeitete sie bis 1995 an der Charité in Berlin, im Bereich der Ambulanten Physiotherapie. Von 1995 bis 2000 studierte sie Soziologie an der Freien Universität Berlin, was sie mit einem Diplom abschloss. Sie lebt in Berlin.
Mitte der 1980er Jahre begann sie Gedichte zu schreiben, seit 1985 trägt sie diese mit musikalischer Begleitung auf Bühnen vor. Bis Ende der 1990er Jahre trat sie als Lyrikerin mit Künstlern verschiedener Kunstgattungen bei gemeinsamen Ausstellungen und Auftritten bei der Offenen Jugendarbeit Erfurt auf. Ab 2000 organisierte und kuratierte sie mehrere Ausstellungen in Berlin und Brandenburg mit Gemälden, Objekten und Fotografien. Seit Mitte der 2000er-Jahre kooperierte sie mit dem Musiker Olaf Garbow als Duo Lyrik & Laute. Neben gemeinsamen Auftritten produzierten sie unter diesem Namen zwei CDs beim Label UniSono in Berlin. Ab Ende der 2010er Jahre kooperierte sie mit Thomas Vallentin, der ihre Lyriklesungen mit eigenen Songs zur Gitarre und Material von Liedermachern der DDR (Klaus Renft, Gerhard Gundermann) begleitete.
Eine enge Zusammenarbeit besteht seit 2011 mit der FrauenDruckwerkstattPrenzelberg. Diese äußert sich in gemeinsamen Ausstellungen unter dem Reihentitel Lyrik & Grafik sowie verschiedenen Veröffentlichungen: 2013 erschien in limitierter, nummerierter Auflage das Künstlerbuch Grüße durch den Raum mit Lyrik von Christine Kahlau und Grafiken von Andrea Lange. Auch der 2024 veröffentlichte Gedichtband, Träume, vielleicht auch Schwüre, der in der Reihe Literatur im Quadrat des Independent-Verlags Verlag der 9 Reiche in Berlin verlegt wurde, wird von Grafiken der FrauenDruckwerkstatt begleitet. Dieser Verlag hatte 2022 bereits ihren Gedichtband Dunkelhell in der Reihe Lyrik Edition NEUN mit Linolschnitten von Steffen Büchner publiziert.
Bei der Hörbuch-Veröffentlichung Die Geschichte vom kleinen Löwen (2016) unter dem Pseudonym Natalie Faina, ebenfalls beim Label UniSono erschienen, übernahm sie zusätzlich den Part der Erzählerin. Seit 2022 gehört Christine Kahlau zur Jury des Hanns-Meinke-Preises für junge Lyrik.
Seit 2015 betreibt sie mit Irja Krätke das Gerda-Schimpf-Fotoarchiv, das sich übergangsweise in den Archivräumen des Museums Pankow befindet. 2017 kuratierte sie mit Irja Krätke eine Ausstellung mit Fotografien von Gerda Schimpf in der Villa Oppenheim in Berlin.

## Publikationen (Auswahl)

### Lyrik
- Ver-Dichtung. BoD, Norderstedt 2001, ISBN 978-3-8311-1146-6.
- Ich zweifel, also bin ich. BoD, Norderstedt 2005, ISBN 978-3-8334-3785-4.
- Dunkelhell. Gedichte. Grafiken von Steffen Büchner (= Lyrik-Edition NEUN. 11). Verlag der 9 Reiche, Berlin 2022, ISBN 978-3-948999-11-7.
- Träume, vielleicht auch Schwüre. Gedichte (= Literatur im Quadrat. 2). Verlag der 9 Reiche, Berlin 2024, ISBN 978-3-948999-90-2.

### Beiträge in Anthologien
- Klaus Kühnel (Hrsg.): Berlin ist auch eine schöne Gegend ... Die Metropole in Gedicht und Grafik. trafo Verlag, Berlin 2016, ISBN 978-3-86465-075-8.
- Thomas Bachmann (Hrsg.): Schlafende Hunde VIII. Politische Lyrik. Verlag am Park, Berlin 2023, ISBN 978-3-89793-364-4.
- Prolog – Heft für Zeichnung und Text. Band 28: Edition 24.4.24. Juni 2024.

### Künstlerbücher
- Grüße durch den Raum. Mit Originalgrafiken von Andrea Lange. Sonnenberg-Presse, Kemberg 2013.

### Hörbuch
- Weltenspiegel. Lyrik & Laute. mpp-studio, Berlin 2007.
- Natalie Faina: Die Geschichte vom kleinen Löwen. UniSono, Berlin 2016.
- Wie erklär ich Dir die Farbe grün? Lyrik & Laute 2. UniSono, Berlin 2017.